# Saint-Maurice-de-Tavernole
Saint-Maurice-de-Tavernole korábbi község Franciaországban, Charente-Maritime megyében. Lakosainak száma 136 fő (2013). Saint-Maurice-de-Tavernole Moings, Neuillac, Réaux és Saint-Germain-de-Lusignan községekkel határos.
2016. január 1-jén Réaux és Moings  korábbi községgel egyesült és az így létrejött Réaux sur Trèfle új község része lett.

## Népesség
A település népessége az elmúlt években az alábbi módon változott:
| Lakosok száma | 113  | 119  | 101  | 126  | 109  | 109  | 134  | 135  | 140  | 136  |
|               | 1962 | 1968 | 1975 | 1982 | 1990 | 1999 | 2006 | 2008 | 2011 | 2013 |